# Pax Hungarica Mozgalom

A Pax Hungarica Mozgalom zászlaja

A Pax Hungarica Mozgalom – jelentése: magyar béke – egy 2008. január 26-án alakult, 2017-ben megszűnt hungarista szervezet volt Magyarországon.

## Eszme
A Pax Hungarica Mozgalom Szálasi Ferenc hungarista (magyar nemzetiszocialista) ideológiáját vallotta magáénak. A Mozgalom ragaszkodott annak három alappilléréhez, a kereszténységhez, a nacionalizmushoz és a szocializmushoz. A hungarizmusról azt vallotta, hogy az nemcsak Szálasi Ferenc korára, de a mai korra is alkalmazható apróbb kiegészítésekkel: ilyen kiegészítést többek között azok a problémák igényelnek, amelyek az eszme megszületésekor még nem voltak jelen. A szervezet tagjai ilyen problémának látták például a környezetszennyezés igen magas mértékét, a parasztság szinte teljes eltűnését Magyarországon vagy pedig a cigányság szerintük magas és egyre növekvő létszámát.
A kereszténység alatt azt értették, hogy minden tagjuknak kereszténynek kellett lennie. A PHM által megvalósítandónak tartott hungarista államban a kereszténységé lett volna a vezető szerep, azon belül is a történelmi (katolikus, református, evangélikus és ortodox) egyházaké. Ezek konkrét politizálását - például az egy-egy párt melletti kampányolást elvetették, de a nemzet erkölcsi felemelésében és az országépítésben számítottak rájuk.
A PHM nacionalizmusa a Szálasi Ferenc által megfogalmazott gondolatra épült: „Aki a hazáját, népét, nemzetét igazán szereti, megérti egy másik nép, nemzet, haza emberének népszeretetét, nemzetszeretetét, hazaszeretetét!" Állításuk szerint távol állt a mozgalomtól a sovinizmus, más nemzetek, népek lenézése, de a valóságban ez nem volt igaz. Egy népcsoportot sem tartottak kiirtandónak, hanem azt mondták ki, hogy egyes népek bizonyos másik népekkel nem tudnak egy területen, egy államszervezetben élni. Így a zsidóságot és a cigányságot sem elpusztítani, hanem kitelepíteni akarták Magyarországról, mivel úgy vélték, nem tud ez a két nép a magyarral együtt élni, ezért távozniuk kell a magyarság, de saját érdekükben is. A PHM a nácikhoz hasonlóan származás szerint tekintett valakit kizárólagosan zsidónak vagy cigánynak, nem pedig a szerint hogy ki minek vallja magát.
A szocializmust nem kommunista vagy szociáldemokrata értelemben vették, hanem a keresztény hivatásrendiség alapjain. Elvetették az örökletes címekből (nemesség) származó előnyöket. Mindenkit erkölcsisége és egyéni teljesítménye alapján kívántak megítélni. Nem osztályokba, hanem hivatásrendekbe sorolták a társadalmat. Mindegyik hivatásrendet ugyanúgy értékesnek tartották: nem jobbnak vagy rosszabbnak, hanem másnak.
A PHM királyságpárti elveket vallott, a királyság intézményét a római császárkor fénykorára jellemző adoptáció rendszerével képzelték el.
Nem tartották magukat szélsőjobboldalinak a PHM tagjai. A politikai szerveződéseket, ideológiákat nem a jobboldal-baloldal struktúrájában szemlélték. Lantos János szórványvezető nyilatkozata szerint a hungarizmus ezek felett állt. A valóságban viszont szoros párhuzam vonható az általuk vallott eszmék, és a szélsőjobboldali ideológiák között, így alapvetően szélsőjobboldalinak tekinthetők.

## Tevékenység
Szórványos propagandamunkát fejtettek ki (szórólaposztás, plakátolás, köztéri beszédek tartása). Ezen felül előadásokat tartottak, országjárást rendeztek, megemlékezéseken vettek részt, (Becsület Napja, Trianon Felvonulás, Szabadság Napja), illetve túrákat szerveztek. 2012 januárjától havonta megjelent az interneten meghallgatható, illetve letölthető Mozgalom Rádió c. adásuk is, mely április óta szünetel.

## Szervezeti felépítés
A Mozgalom felépítése a nemzetiszocialista és hungarista hagyományokhoz hűen hierarchikus volt. A szervezet vezetője igazgatta a Mozgalmat, aki megszűnéséig Domokos Endre János biztonsági őr, a Vér és Becsület Kulturális Egyesület nevű betiltott szervezet egykori szóvivője volt.  Alatta helyezkedtek el rangsorban a tagozatvezetők (pl. ifjúsági tagozat, női tagozat), ezen kívül a helyi csoportok vezetői, majd utánuk következnek a tagok. Külön tisztség volt még a helyettes vezetőé is, mely azonban külön feladatokkal nem járt, csak akkor volt jelentősége a tisztségnek, ha a vezető akadályoztatva volt hivatalának betöltésében. A szórványvezető pedig azokat a tagokat fogta össze, akik nem tudtak meglévő helyi csoporthoz csatlakozni, mert a lakhelyükön még nem alakult ilyen. Csoport alakításához min. öt felesküdött tag volt szükséges.

## Tagság
A tagfelvételi igénnyel élőknek szigorú feltételeknek kellett megfelelniük. Kizáró tényezőnek számított a zsidó, cigány vagy nem europid származás. Ezen felül nem lehetett tag, aki káros szenvedélyek rabja vagy homoszexuális volt. Feltétel volt még, hogy keresztény legyen az illető.
Fél éves próbaidő után nyerhetett valaki felvételt a Mozgalomba, ha megfelelt a kitételeknek. A tagfelvételhez eskütétel kapcsolódott, mely magába foglalta a keresztségi fogadalom megerősítését és különböző keresztény imádságok, valamint a Hungarista Mozgalom hagyományos esküszövegének elmondását is:
„Hiszek az élő Istenben, hiszek az élő Nemzetben, hiszek az élő Hazámban, hiszek az Ősföld Életszövetségének becsületes, meg nem alkuvó harcában, igaz győzelmében, tervének becsületességében és igazságában, igaz tiszta végrehajtásában! Szent kötelességet vállalok a kapott feladat végrehajtására! A kötelezettségemből fakad számomra a jog, mely az újjáteremtés szent munkájában megillető helyemet törvényesíti, biztosítja és megvédi! Titkot tartok! Parancsot végrehajtok! Az élő Isten és az élő Nemzetem engem úgy segéljen! Ámen!”

## Formaruha
A Mozgalom formaruhája a következő volt: fekete cipő (bakancs vagy félcipő), fekete nadrág (női tagoknak szoknya), zöld ing, sötét színű nyakkendő, fekete, M65 mintájú katonai kabát derék és vállszíjjal („antant szíj”), fekete leventesapka. Nyáron zöld ing fekete nadrággal, a fent említett derék és vállszíjjal.
A felesküdött tagoknak egyedi PHM kitűzőjük volt, szív fölött elhelyezve.

## Jelképek
A Mozgalom emblémája ezüst színű H betű, csúcsára állított zöld négyzet előtt, amelynek átlója 4/3 akkora, mint a H magassága.
A Mozgalom 175 x 85,5 cm nagyságú hivatalos zászlaját vörös alapon (60 x 85,5 cm), fehér háttérrel a Mozgalom emblémája, ettől jobbra kilencszer vágott mező (öt vörös és négy fehér sáv) alkotja. Ez a Mozgalom szándéka szerint megújítandó magyarság öt – egymást feltételező – társadalmi csoportját (a nemzettartó paraszt, a nemzetépítő munkás, a nemzetvezető értelmiség, a nemzetmegtartó nő-gyermek-ifjúság, a nemzetvédő fegyveres erők) jelképezi (öt vörös sáv), amelyet a hungarizmus erkölcsi (kereszténység), szellemi (nacionalizmus) és anyagi (szocializmus) alapjai, valamint a magyar nemzetet és a Kárpát-Duna Nagyhazát alkotó népszemélyiségeket összefogó Pax Hungarica tartanak össze (négy fehér sáv).

## Megszűnése
2017 nyarán jelentette be Domokos Endre János a mozgalom megszűnését.